# تپه ده‌گرجی
تپه ده گرجی مربوط به هزاره اول قبل از میلاد است و در شهرستان اشنویه، بخش نالوس، دهستان اشنویه جنوبی، روستای ده گرجی واقع شده و این اثر در تاریخ ۲۸ شهریور ۱۳۸۶ با شمارهٔ ثبت ۱۹۵۹۰ به‌عنوان یکی از آثار ملی ایران به ثبت رسیده است.